# Men – tyva men
Men – tyva men (Sono un tuvano) è l'inno regionale di Tuva, una repubblica costituente della Federazione Russa. La musica è stata composta da Kantomur Saryglar (Olonbayar Gantomir), e il testo è stato scritto da Okei Shanagash (Bayantsagaan Oohii). L'inno è stato adottato ufficialmente dal Gran Khural di Tuva l'11 agosto 2011, in sostituzione del precedente inno Tooruktug dolgai tañdym.

## Testo
| In tuvano (cirillico) | In tuvano (Orkhon) | Traslitterazione |
| --- | --- | --- |
| Арт–арттың оваазынга Дажын салып чалбарган Таңды, Саян ыдыынга Агын өргээн тыва мен. Кожумаа: Мен – тыва мен, Мөңге харлыг дагның оглу мен. Мен – тыва мен, Мөңгүн суглуг чурттуң төлү мен. Өгбелерим чуртунда Өлчей тарып иженген, Өткүт хөөмей ырынга Өөрүп талаан тыва мен. Кожумаа Аймак чоннар бүлези Акы–дуңма найыралдыг, Депшилгеже чүткүлдүг Демниг чурттуг тыва мен. Кожумаа | 𐰀𐰺𐱃𐰀𐰺𐱃𐱃𐰭: 𐰆𐰉𐰀𐰽𐰣𐰍𐰀 𐰑𐱁𐰣: 𐰽𐰞𐰯: 𐰖𐰞𐰉𐰺𐰍𐰣 𐱃𐰭𐰑𐰃: 𐰽𐰖𐰣: 𐰃𐰑𐰃𐰣𐰍𐰀 𐰀𐰍𐰣: 𐰇𐰼𐰏𐰤: 𐱃𐰉𐰀: 𐰢𐰤 :𐰴𐰆𐱁𐰢𐰀 𐰢𐰤: 𐱃𐰉𐰀: 𐰢𐰤 𐰢𐰇𐰭𐰏𐰀: 𐰴𐰺𐰞𐰍: 𐰑𐰍𐰣𐰭: 𐰆𐰍𐰞𐰃: 𐰢𐰤 𐰢𐰤: 𐱃𐰉𐰀: 𐰢𐰤 𐰢𐰇𐰭𐰏𐰤: 𐰽𐰆𐰍𐰞𐰍: 𐰖𐰆𐰺𐱃𐱃𐰭: 𐱅𐰇𐰠𐰃: 𐰢𐰤 𐰇𐰏𐰋𐰠𐰼𐰢: 𐰖𐰆𐰺𐱃𐰣𐰑𐰀 𐰇𐰠𐰲𐰘: 𐱃𐰺𐰯: 𐰃𐱁𐰤𐰏𐰤 𐰇𐱅𐰚𐱅: 𐰚𐰇𐰢𐰘: 𐰃𐰺𐰣𐰍𐰀 𐰇𐰼𐰯: 𐱃𐰞𐰀𐰣: 𐱃𐰉𐰀: 𐰢𐰤 𐰴𐰆𐱁𐰢𐰀 𐰀𐰖𐰢𐰴: 𐰲𐰆𐰣𐰣𐰺: 𐰋𐰇𐰠𐰾𐰃 𐰀𐰴𐰑𐰭𐰢𐰀: 𐰣𐰖𐰺𐰞𐰑𐰍 𐰓𐰯𐱁𐰠𐰏𐱁𐰀: 𐰘𐰇𐱅𐰚𐰠𐰓𐰏 𐰓𐰢𐰤𐰏: 𐰖𐰆𐰺𐱃𐱃𐰍: 𐱃𐰉𐰀: 𐰢𐰤 𐰴𐰆𐱁𐰢𐰀 | Art–arttyñ ovaazynga Dajyn salyp çalbargan Tañdy, Saian ydyynga Ağyn örgeen tyva men. Kojumaa: Men – tyva men, Möñge harlyğ dağnyñ oğlu men. Men – tyva men, Möñgün suğluğ çurttuñ tölü men. Öğbelerim çurtunda Ölçei taryp ijengen, Ötküt höömei yrynga Öörüp talaan tyva men. Kojumaa Aimak çonnar bülezi Aky–duñma naiyraldyğ, Depşilgeje çütküldüğ Demniğ çurttuğ tyva men. Kojumaa |